# Obestatin
Obestatin je putativni hormon koji se potencijalno proizvodi u ćelijama sluzokože želuca i tankih creva kod nekoliko sisara među kojima je čovek. Obestatin je originalno bio identifikovan kao anoreksioni peptid, mada njegov uticaj na unos hrane ostaje kontroverzan.

## Otkriće
Istraživanja u Medicinskoj školi univerziteta u Stanfordu su identifikovala obestatin kao hormon 2005. godine. Do otkrića je došlo korišćenjem bioinformatičkog pristupa računarske pretrage sekvenciranih genoma nekoliko organizama.

## Literatura
1. ↑  : 2JSH; Scrima M, Campiglia P, Esposito C, Gomez-Monterrey I, Novellino E, D'Ursi AM (2007). „Obestatin conformational features: a strategy to unveil obestatin's biological role?”. Biochem. Biophys. Res. Commun. 363 (3): 500—5. PMID 17904104. doi:10.1016/j.bbrc.2007.08.200.
2. ↑  Gourcerol G, St-Pierre DH, Taché Y (2007). „Lack of obestatin effects on food intake: should obestatin be renamed ghrelin-associated peptide (GAP)?”. Regul. Pept. 141 (1-3): 1—7. PMID 17321609. doi:10.1016/j.regpep.2006.12.023.
3. ↑  Hassouna R, Zizzari P, Tolle V (2010). „The ghrelin/obestatin balance in the physiological and pathological control of growth hormone secretion, body composition and food intake”. J. Neuroendocrinol. 22 (7): 793—804. PMID 20456603. doi:10.1111/j.1365-2826.2010.02019.x.
4. ↑  Zhang JV, Ren PG, Avsian-Kretchmer O, Luo CW, Rauch R, Klein C, Hsueh AJ (2005). „Obestatin, a peptide encoded by the ghrelin gene, opposes ghrelin's effects on food intake”. Science. 310 (5750): 996—9. PMID 16284174. doi:10.1126/science.1117255. Генерални сажетак – New York Times.

## Dodatna literatura
- Holst B; Egerod KL; Schild E;  . (2007). „GPR39 signaling is stimulated by zinc ions but not by obestatin”. Endocrinology. 148 (1): 13—20. PMID 16959833. doi:10.1210/en.2006-0933.
- Obestatin, novi fiziološki oponent grelina

## Spoljašnje veze
- obestatin, human на 